# Corporate Punishment Records
Corporate Punishment Records (abreviado como CPR) es una discográfica independiente establecida en Los Ángeles. La compañía fue fundada en 2004 por Thom Hazaert y Eric Nielsen, también cofundadores de Loudside.com y Total Assault Street Teams. Algunos artistas que han trabajado con Corporate Punishment Records son David Reilly de God Lives Underwater, Trigger Point, Switched, Allele, Ghost Machine y Amity Lane.

## Historia
CPR se formó en 2004 por Thom Hazaert y Eric Nielsen, que también fueron los cofundadores de Loudside.com, un sitio de música y entretenimiento integral, y de Total Assault Street Teams. Su trabajo previo con artistas como Chimaira, Depswa, Switched, Korn, Limp Bizkit, Staind, The Used, Cold, Glassjaw, My Chemical Romance, Hed PE y Nine Inch Nails, entre otros, ayudó a sentar las bases de la discográfica.
Corporate Punishment fue distribuido por The Navarre Corporation en América, y Universal Music en Canadá, hasta que Navarra fue comprada por E1/Koch, que se convirtió en el distribuidor del sello hasta 2008. Después de haber sido retirado de su acuerdo de distribución con E1, el sello entró en receso hasta enero de 2010, cuando se anunció que Corporate Punishment había firmado un acuerdo de distribución mundial con Trustkill Records. Poco después, se anunció que el sello entró en un hiato, y Hazaert pasó a formar el INgrooves/Fontana distribuyendo THC : MUSIC.

## Catálogo

### Actualmente
- 3 Mile Scream
- Allele
- Amity Lane
- Broken Teeth
- Dangerous Toys
- Defiance
- Kill Cheerleadër
- On A Pale Horse
- N3V3R 3N0U6H
- Onesidezero
- Pain Principle
- The Penny Royals
- Re:Ignition
- Tinjen
- Years of Fire
- Divided By Zero
- 9mm Solution
- My Downfall
- Invent the Dark
- Victory Pill

- 3 Mile Scream
- Allele
- Amity Lane
- Broken Teeth
- Dangerous Toys
- Defiance
- Kïll Cheerleadër
- On A Pale Horse
- N3V3R 3N0U6H
- Onesidezero
- Pain Principle
- The Penny Royals
- Re:Ignition
- Tinjen
- Years of Fire
- Divided By Zero
- 9mm Solution
- My Downfall
- Invent the Dark
- Victory Pill

### Anteriores
- AM Conspiracy
- David Reilly
- KCUF
- Mastery
- Nobis
- Rikets
- Shenoah
- Ghost Machine
- Silent Civilian
- Sinkin' Ships
- Trigger Point
- Hydrovibe
- Switched

- AM Conspiracy
- David Reilly
- KCUF
- Mastery
- Nobis
- Rikets
- Shenoah
- Ghost Machine
- Silent Civilian
- Sinkin' Ships
- Trigger Point
- Hydrovibe
- Switched